# Kemeritz
Kemeritz (oberfränkisch: Kemmeds) ist ein Gemeindeteil des Marktes Thurnau im Landkreis Kulmbach (Oberfranken, Bayern). Kemeritz liegt in der Gemarkung Hutschdorf.

## Geographie
Das Dorf liegt am linken Ufer des Friesenbachs und ist weitgehend von Acker- und Grünland umgeben. Das Gelände steigt zu allen Seiten außer im Osten an. Im Nordosten heißt die Flur Leite. Die Kreisstraße KU 5 führt nach Partenfeld (1,2 km nordöstlich) bzw. nach Hutschdorf (0,9 km südwestlich). Eine Gemeindeverbindungsstraße führt zu einer Gemeindeverbindungsstraße (0,3 km westlich), die südlich nach Hutschdorf zur KU 5 verläuft bzw. nördlich nach Windischenhaig.

## Geschichte
Der Ort wurde 1137 als „Chemerice“ erstmals urkundlich erwähnt. Dem Ortsnamen liegt Kamerica (slaw. n. pl. für Kammern oder im übertragenen Sinne Kammergut) zugrunde. Der Ort hat den Charakter einer herrschaftlichen Plansiedelung des 10./11. Jahrhunderts. Es ist von einer (Zwangs-)Ansiedlung von Wenden auszugehen.
Gegen Ende des 18. Jahrhunderts bestand Kemeritz aus 11 Anwesen. Das Hochgericht übte das bayreuthische Stadtvogteiamt Kulmbach aus. Die Dorf- und Gemeindeherrschaft hatte das Kastenamt Kulmbach. Grundherren waren das Kastenamt Kulmbach (1 Hof, 1 Halbhof, 1 Söldengut, 1 Söldengütlein, 1 Tropfgütlein, 1 Tropfhaus), das Kanzleilehen (1 Halbgütlein, 1 Söldengut, 1 Söldengütlein), der bambergische Langheimer Amtshof (1 Hof) und das Rittergut Schmeilsdorf (1 Tropfgütlein).
Von 1797 bis 1810 unterstand der Ort dem Justiz- und Kammeramt Kulmbach. Mit dem Gemeindeedikt wurde Kemeritz 1811 dem Steuerdistrikt Hutschdorf und 1812 der Ruralgemeinde Hutschdorf zugewiesen. Am 1. Januar 1972 wurde Kemeritz im Zuge der Gebietsreform in Bayern in den Markt Thurnau eingegliedert.

### Einwohnerentwicklung
| Jahr      | 001809 | 001818 | 001861 | 001871 | 001885 | 001900 | 001925 | 001950 | 001961 | 001970 | 001987 |
| Einwohner | 65     | 72     | 85     | 86     | 93     | 69     | 64     | 111    | 73     | 56     | 60     |
| Häuser    |        | 13     |        |        | 14     | 14     | 12     | 13     | 14     |        | 17     |
| Quelle    | [ 11 ] | [ 8 ]  | [ 12 ] | [ 13 ] | [ 14 ] | [ 15 ] | [ 16 ] | [ 17 ] | [ 18 ] | [ 19 ] | [ 1 ]  |

## Religion
Kemeritz ist seit der Reformation evangelisch-lutherisch geprägt und nach St. Johannes der Täufer (Hutschdorf) gepfarrt.